# Kiszács
Kiszács (szerbül Кисач / Kisač, szlovákul Kysáč) település Szerbiában, a Vajdaságban, a Dél-bácskai körzetben, Újvidék községben.

## Fekvése
Újvidéktől 16 km-re északnyugatra, Piros északi szomszédjában fekvő település.

## Története
Kiszács nevét egykor Alch, Alcs, Ács alakokban említették az oklevelek. Ilyen nevű település egykor Bács vármegyében kettő is volt: Nagy-Ács (Alch és Nagalch) és Kis-Ács, a mai Kiszács.
Nevét 1457-ben említette először oklevél, mikor a kői káptalan, Csekei Porkoláb Tamás, csörögi várnagyot a neki elzálogosított Bács vármegyei Nagalch falu birtokába bevezette. Tamás később örökösök nélkül halt meg és a zálog Mátyás királyra szállt, aki 1461. december 18-án a birtokot anyjának adományozta.
1464-ben már Kis-Alcz (Kiszács) is említve volt a Garai család birtokaként. Steltzer Frigyes volt kiszácsi evangélikus lelkész mindkettőnek nyomát a mai Kiszács határában vélte feltalálni. A település Piros felé eső részének egy dűlő neve Sztári Kiszács, azaz a régi Kis-Ács. Ettől félórányira észak felé Nagy-Ács régi templomának nyomaira találtak.
1499-ben Ács egy része a Szakolyi Szokolyi családé volt.
1522-ből való vármegyei dézsmalajstromban csak Kis-Ács nevével találkozunk, de már a mai névhez hasonlóan Kis Záth-nak írva. A helységben akkor 14 magyar nevű család lakott.
A török hódoltság alatt a defterek is felsorolták 1553-1554-ben, Kaszács néven, 10 adózó és 7 nem adózó házzal.
Kiszács falut később már nem találjuk, elpusztult, később pedig pusztaként került a futaki uradalomba és csak az 1750-es évek végén telepítette be a futaki uradalom.
1763-ban Kis-Ács néven mint falu 325 forint hadi-adóval volt megterhelve. 1766-ban 10 román telepedett itt le, még 1774-ben is megtalálható a Kis-Ács alak.
Müller J. 1769. évi térképén e helységet Új-Pirosnak, másképpen Kiszácsnak írták. 1767-ben Kiszácson a régibb lakosokból csak 39 volt. Az itteni görögkeleti vallású szerb lakossághoz 1773-tól evangélikus szlovákok is kezdtek itt letelepedni. A legtöbben 1776. és 1786-ban jöttek ide. 1787-ben az evangélikus lakosság már 500 fő volt, külön evangélikus lelkész tartására kaptak engedélyt.
1848. előtt földesurai Nehem generális, gróf Gabriani, gróf Hadik, gróf Brunszwik családok voltak, a 20. század elején pedig a gróf Chotek családnak volt itt nagyobb birtoka.
1848-ban itt csapott össze Gyulai gyalogezrede a szerb és horvát sereggel, s azt megverte, ez alkalommal a falu is csaknem egészen leégett.
1910-ben) 4507 lakosából 92 magyar, 4216 szlovák, 121 szerb volt. Ebből 65 római katolikus, 4139 evangélikus, 139 görögkeleti ortodox volt.
A trianoni békeszerződésig Bács-Bodrog vármegye Újvidéki járásához tartozott. Nagyközségi jogállással rendelkezett, vasútállomással, postával és távírdával is el volt látva.

## Népesség

### Demográfiai változások
| 1948 | 1953 | 1961 | 1971 | 1981 | 1991 | 2002 |
| ---- | ---- | ---- | ---- | ---- | ---- | ---- |
| 5664 | 5671 | 5907 | 6022 | 6220 | 5850 | 5471 |

## Híres emberek
- Itt született 1922. november 27-én Macák András (szlovákul Andrej Macák) az 1956-os forradalom hírhozója

## Rendezvények
- Aranykapu fesztivál: június 25-27. között tartják meg itt a hagyományos Zlatá Brána (aranykapu) elnevezésű néptáncfesztivált gyerekeknek. A rendezvényt az újvidéki városi képviselő-testület, a kiszácsi helyi közösség, valamint a tartományi oktatási és művelődésügyi titkárság támogatja.

## Nevezetességek
- Ortodox temploma - 1773-ban épült

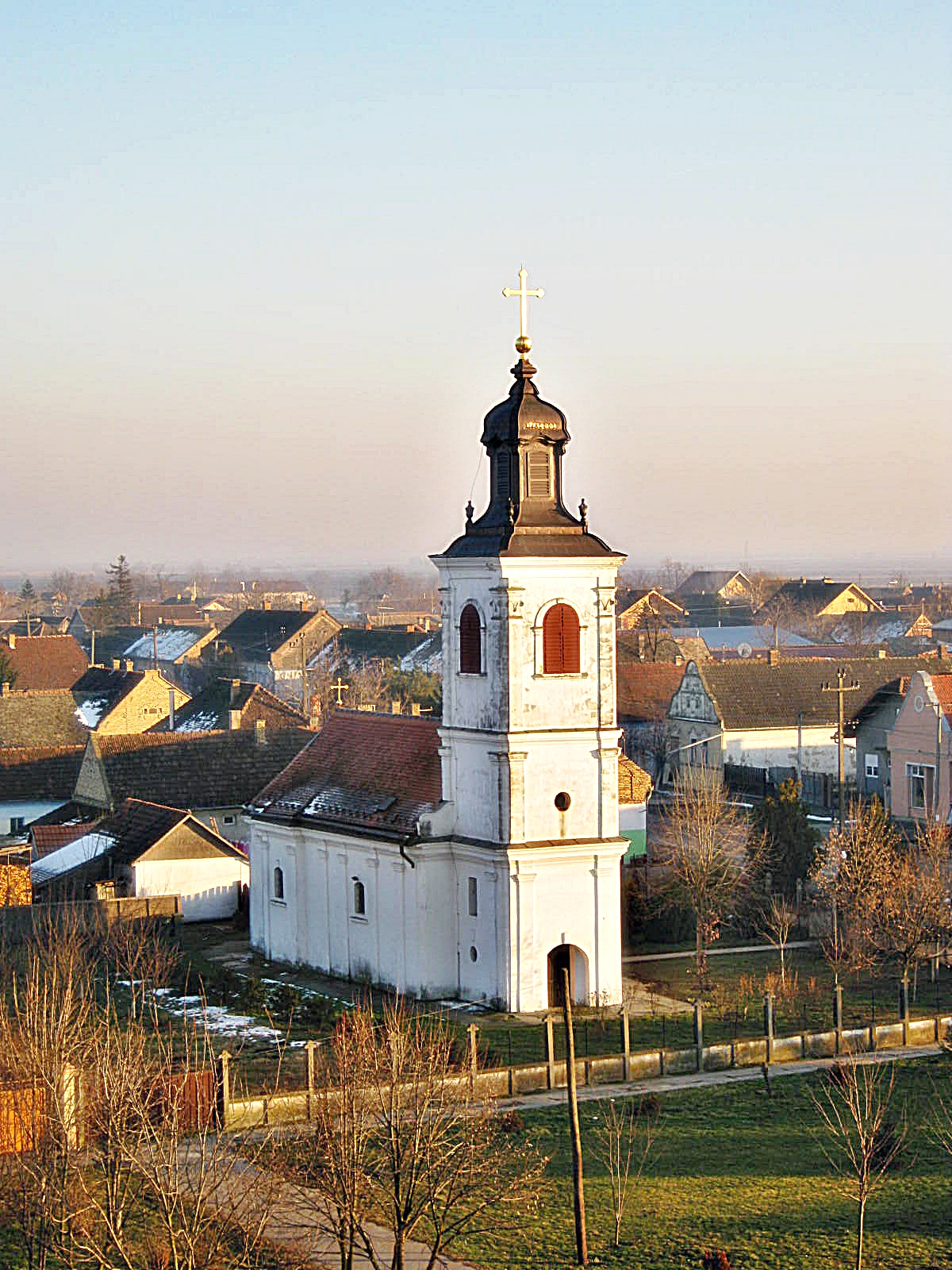
Szerb ortodox templom

- Evangélikus temploma - 1795-1796. között épült, tornya 1799-ben készült el, 1866-ban pedig átalakították és hajóját meghosszabbították

## Külső hivatkozások
- Kiszács története Archiválva 2020. január 5-i dátummal a Wayback Machine-ben